# Colpochila gigantea
Colpochila gigantea är en skalbaggsart som beskrevs av Hermann Burmeister 1855. Colpochila gigantea ingår i släktet Colpochila och familjen Melolonthidae. Inga underarter finns listade i Catalogue of Life.